# Eriksgata

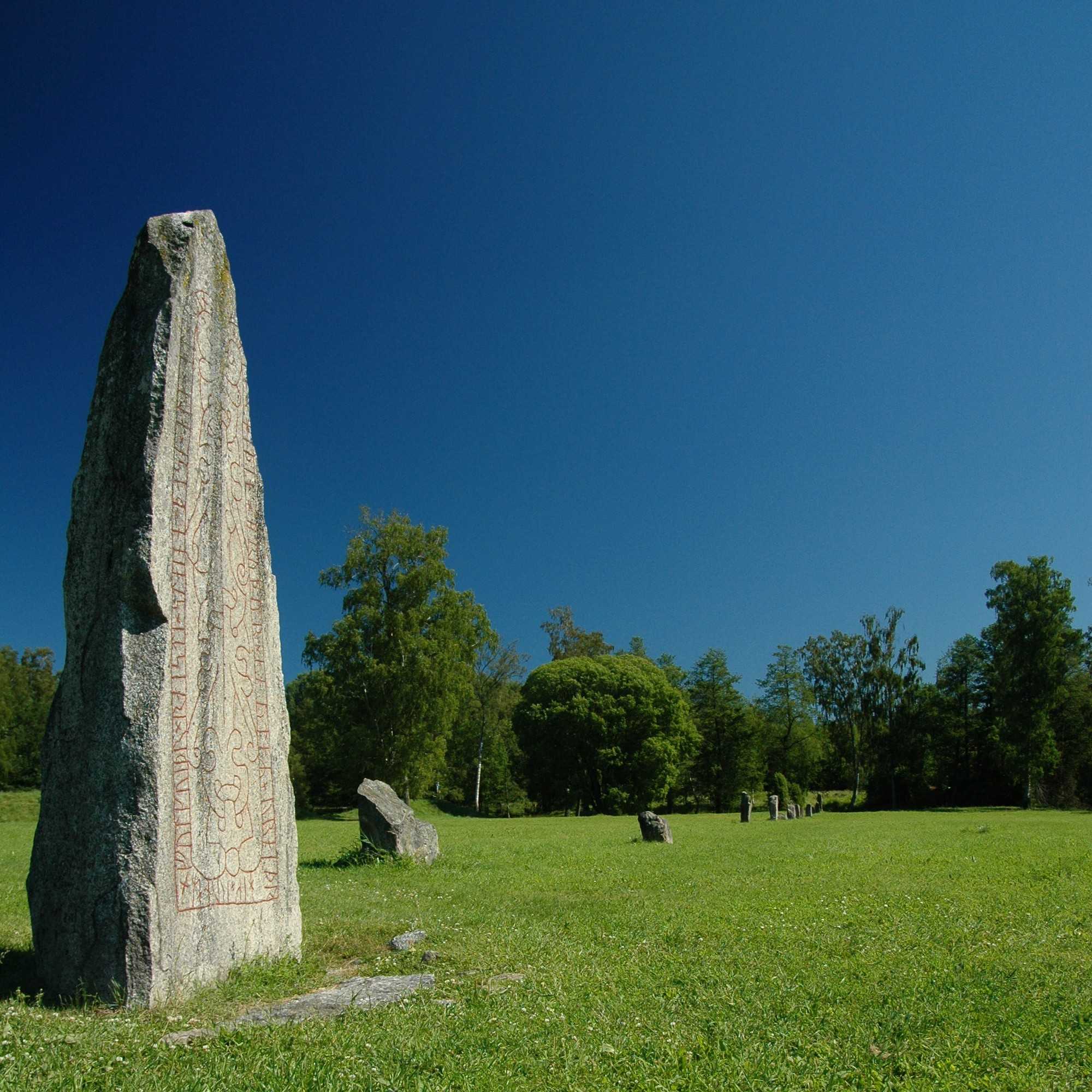
Eriksgata cerca de Anundshög marcado con una fila de piedras rúnicas hacia el vado al este.
Foto: Christer Johansson

Eriksgata, o recorrido de Erik es llamado el viaje obligatorio hecho por reyes medievales suecos recién electos, a través de los varios paisajes del reino Sueco de esa época, para ser confirmados por los lagman de los folkland. El viaje comenzó del sitio de la elección, la piedra de Mora en Uppland. De ahí siguió el recorrido a través de Södermanland a la costa este del lago Vättern en Östergötland, alrededor de la parte sur de Vättern en Småland, después hacia el norte a través de Västergötland, Närke y Västmanland, volviendo finalmente a Uppland.
El propósito del viaje era confirmar la soberanía y legitimidad del rey en las provincias principales de Suecia. La elección del rey sobre la Piedra de Sten en Uppland se limitó a los pobladores de Uppland y Suiones, y por lo tanto era necesario confirmar la elección en las otras regiones.
Incluso después de la introducción de la monarquía hereditaria fueron concurridos paseos por, entre otros, los reyes Carlos XI, Federico I, Federico Adolfo y Gustavo III. En tiempos modernos el término se ha utilizado para viajes hechos a través del país por reyes como Gustavo VI Adolfo y Carlos XVI Gustavo.

## Etimología
Hay varias teorías sobre el origen de la palabra "eriksgata". Una interpretación es que está compuesta de "Erik", cual nombre originalmente significaba único gobernante, y "gata" (calle), en el sentido de viaje, paseo y camino.

## Origen
La antigüedad del Eriksgata se desconoce, per tiene su origen en prácticas prehistóricas. La primera mención de un viaje eriksgata es probablemente de Saxo Grammaticus acerca del año 1200. El primer recorrido eriksgata seguramente documentado fue hecho por Magnus Eriksson en 1335. El Västgötalagen antiguo menciona el rey Ragnvald Knaphövde quien parece haber hecho el recorrido montado 1125-26. Él sin embargo no llegó más allá que las cercanías de Falköping y Skara antes de ser asesinado por los gautas de Västergötland a causa de no haber tomado rehenes. La razón por el asesinato era el desprecio que mostró a los västgötar llegando a su thing (asamblea) sin tomar precauciones por su seguridad.

## Proceso
La ley de Magnus Eriksson de alrededor del año 1350 describe el viaje Eriksgata en la manera siguiente:

Ahora debe el rey montar su eriksgata, y la gente del paisaje deben seguirle y darle rehenes , para que esté a salvo y seguro, y jurarle este juramento como se ha dicho antes. Y el rey deberá en cada paisaje prometer, que mantendrá todos los juramentos a ellos, que el juró en Uppsala, cuando por primera vez fue admitido como rey.

§1. Ahora debe viajar montado dextógiro a través de su reino. La gente de Upplands le seguirán hasta Strängnäs. Ahí los hombres de Södermanland le recibirán y se reunierarán con salvoconducto i rehenes y le seguirán hasta Svintuna. Ahí los hombres de Östergötland le recibirán con sus rehenes y le seguirán a través de su país hasta el medio del bosque de Holaveden. Ahí se reunierarán los hombres de Småland y le seguirán hasta Junabäck. Ah encontrará los hombres de Västergötland con salvoconducto y rehenes, quienes le seguirán hasta Romundeboda. Ahí los hombres de Närke le encontrarán y le seguirán a través de su país hasta Uppbåga bro. Ahí los hombres de Västmanland le encontrarán con salvoconducto y paz, y le seguirán a Östens bro. Ahí los hombres de Uppland le encontrarán y le seguirán a Uppsala.

§2. Entonces este rey habrá llegado legalmente al reino, y ha montado su eriksgata. Ha sido elegido como la ley dice y con juramento y palabras ha hecho todo lo que les debe y lo que se le obligaba a hacer.

El las distintas provincias el rey fue confirmado y celebrado por las asambleas locales. En las fronteras entre las provincias debería encontrarse con renenes, los cuales le seguirían a la próxima frontera. El propósito de los rehenes era sobre todo asegurar la seguridad del rey. Además, el conjunto aseguraba que el rey verdaderamente era la persona que pretendía. Era necesario porque los suecos de esa época no conocían la aparencia del rey.
La ley establece solamente los sitios donde los rehenes serían cambiados, nade sobre la ruta en medio. La ubicación exacta del recorrido varió a lo largo de los siglos. La ley de Magnus Erikssons fue escrita 200 años antdes de que la monarquía electa fue finalmente abolida por el rey Gustavo Vasa. Con la introducción de la monarquía hereditaria de Gustav Vasa, la importancia política del eriksgata desapareció. Aun así, los reyes de Suecia siguieron durante algunos años los recorridos. El último rey que recorrió el eriksgata bajo la antigua ley fue Carlos IX de Suecia, en el invierno de 1609.

## Literatura
- Holmblad, Eriksgatan. Från medeltid till nutid, Carlsson, 1993. ISBN 91-7798-664-4

- Datos: Q1354587